# 三枝佐枝子
三枝 佐枝子（さいぐさ さえこ、1920年10月4日 - 2023年1月12日）は、日本の編集者、著述家。旧姓、若尾。

## 略歴
若尾金造の三女として山梨県甲府市に生まれる。生家の若尾家は甲州財閥の中心的存在だった。1938年東洋英和女学院高等部、1941年日本女子大学を卒業。1942年、同郷の三枝守雄と結婚。守雄は東大生時代に本郷追分のYMCAに寄宿していたことから佐枝子と知り合った。1946年4月には中央公論社へ入社し、1958年、嶋中鵬二に代わって『婦人公論』編集長となり、日本で初めて商業誌の女性編集長となった。揺れ動く性道徳や女性観の中で斬新な誌面を作った。のち編集局長。1968年に退職し、1973年には商品科学研究所所長を務める。1978年から西部百貨店監査役を務める。1984年から7年間山梨県立総合婦人会館館長と県教育委員を務め、『山梨女性史ノート』編纂にも携わる。また、同年から13年間、読売新聞の人生相談を担当した。
夫のある身で職業と家庭を両立させ、人生相談で不倫の相談をしてくる者に厳しい回答を与えていたのは、女性の評価がそういうことで下がってはならないという強い意志の表れだった。
2023年1月12日、老衰のため死去。102歳没。

## 著書
- 『女性編集者』筑摩書房, 1967
- 『日本の母たち』中央公論社, 1973
- 『魅力ある女性への25章』PHP研究所, 1974 のち文庫
- 『さわやかなひとに』PHP研究所、1976　のち「さわやかに生きるひとに」と改題、三笠書房知的生きかた文庫
- 『共働きの人間学 仕事も結婚もと願う女性へ』ティビーエス・ブリタニカ, 1980
- 『働く女性のサクセスノート』大和書房, 1983 「働く女性のかしこいキャリア術」と改題
- 『女が一生、仕事を上手に続けていく法』三笠書房、1991年。ISBN 4-8379-1435-7。
- 『生活者の発想 実態とニーズを探る15篇』実業之日本社, 1994

### 共編著
- 『編集長から読者へ』今井田勲共著 現代ジャーナリズム出版会, 1967
- 『これから女性はどう生きるか』編著 講談社, 1984
- 三枝佐枝子、商品科学研究所『女たちの21世紀:暮らしの場からの100の提案』PHP研究所、1988年。ISBN 4-569-22365-6。